# جامعة إيه إم إيه
جامعة إيه إم إيه للكمبيوتر (بالإنجليزية: AMA Computer University)‏ هي جامعة خاصة غير طائفية هادفة للربح في مدينة كيزون بالفلبين.